# تاكيو (ساغا)
مدينة تاكيو (بالإنجليزية: Takeo) هي أحد المدن التابعة لمحافظة ساغا في جزيرة كيوشو في اليابان، تأسست رسميًا في 01/03/2006. ويقدر عدد سكانها بـ 50788 نسمة حسب تقدير مكتب الإحصاء الياباني لعام 2012. تبلغ مساحة تاكيو 195.44 كم2. بكثافة سكانية تبلغ 260 نسمة/كم2.